# جورج كاليب رايت
جورج كاليب رايت (بالإنجليزية: George Caleb Wright)‏ هو مهندس معماري أمريكي، ولد في 25 أبريل 1889 في Libertyville, Illinois ‏ في الولايات المتحدة، وتوفي في 27 فبراير 1973 في إنديانابوليس في الولايات المتحدة.